# Turel
Turel je priimek več znanih Slovencev:
- Bor Turel (*1954), skladatelj, glasbeni urednik
- Iztok Turel (*1964), kemik, univ. profesor
- Mario Turel, slovensko-argentinski arhitekt
- Marko Turel, oblikovalec zvoka, producent
- Matjaž Turel, zdravnik pulmolog
- Mirjana Turel (1928 - 2023), glasbena pedagoginja, metodičarka
- Samo Turel (*1975), pravnik, župan Mestne občine Nova Gorica